# 中山西路桥
中山西路桥是中国上海市一座跨苏州河的橋樑，历史可追溯到1930年建成的木桥。现存的中山西路桥于1994年建成，由三座并行且各自独立的桥组成，中间的一座为内环高架，两侧接地面道路。桥南接长宁区中山西路，北连普陀区中山北路。
1930年龙华至交通路一段的中山路建设时，在蘇州河處建起了一座松木桁桥，並且起名中山路三號橋，设车行道和人行道。八一三事變时桥被日机炸毁，日本占领上海后在原址修建临时军用5孔木桥，随后又在其西侧另建人行木桥，两桥相隔1.9米。抗日戰爭結束時，东桥和西桥幾乎無法使用。1946年，上海市工务局修理橋樑後恢复通行。1949年5月24日下午2时许，交警第二总队在撤向吴淞江北岸時炸毀了中山路三号桥。
1949年6月中共接管上海之后，修复了原有的木桥。由於原桥高度较低，影响船只航行，1960年在双桥西侧另建了一座钢筋混凝土大桥代之，木桥被拆除。1994年，因上海内环高架路施工，老桥被拆除，再次建设了全新的中山西路桥。

## 地下穿越设施
1960年建设的钢筋混凝土桥虽然桥面已经被拆除，但是其桥墩基础仍然遗留在地层中。北横通道使用外径15米的盾构隧道沿苏州河地下从中山西路新老两桥的桥墩之间穿过；未来苏州河深隧也将以外径11米盾构隧道沿同一方向与北横通道并列穿越，预计该处将是深隧施工中较为困难的节点之一。